# Jerzy Fornal
Pour les articles homonymes, voir Fornal.
Jerzy Fornal (30 octobre 1926 - 31 août 2013) est un espérantiste polonais.

## Biographie
Jerzy Fornal nait le 30 octobre 1926 à Bliżyn, en Pologne.